# أنطونيو مارتينز (جراح)
أنطونيو مارتينز (بالبرتغالية: António Augusto da Silva Martins‏) هو جراح برتغالي، ولد في 4 أبريل 1892 في آبرانتس في البرتغال، وتوفي في 3 أكتوبر 1930 في Pedrouços ‏ في البرتغال.

## وصلات خارجية
- أنطونيو مارتينز على موقع الاتحاد الدولي لألعاب القوى (الإنجليزية)
- أنطونيو مارتينز على موقع الاتحاد الأوروبي لألعاب القوى (الإنجليزية)
- أنطونيو مارتينز على موقع أوليمبيديا (الإنجليزية)